# 접는 도시
〈접는 도시〉(중국어: 北京折叠, 영어: Folding Beijing)는 하오징팡이 2012년 발표한 SF 중편소설이다. 소설집 《고독 깊은 곳》에 수록되었다.
켄 리우의 번역으로 2015년 미국 SF 잡지 《언캐니 매거진》에 실렸으며, 2016년 휴고상 중편소설상을 수상했다.